# Caspar Friedrich Wolff
Pour les articles homonymes, voir Caspar Friedrich, Friedrich et Wolff.
Caspar Friedrich Wolff (Berlin, 18 janvier 1734 – Saint-Pétersbourg, 22 février 1794) est un physiologiste allemand et l’un des fondateurs de l’embryologie.

## Biographie
En 1759, Wolff obtient son doctorat en médecine à l’Université de Halle grâce à sa thèse intitulée Theoria Generationis dans laquelle il avait remis au goût du jour et soutenu la théorie de l’épigenèse, déjà avancée auparavant par Aristote (384 av. J.-C. - 322 av. J.-C.) et William Harvey (1578-1657). Cette thèse s’articulait autour de trois parties : le développement végétal, le développement animal, et les questions théoriques. Selon cette thèse, les organes seraient formés dans des couches différenciées elles-mêmes formées à partir de cellules indifférenciées. Auparavant, les scientifiques pensaient que l’organisme vivant était déjà complètement constitué dans le germe (théorie de la préformation), autrement dit, que l’homme existait déjà en version miniature dans le sperme. Les découvertes de Wolff ne suscitent pas un grand enthousiasme. Parmi les scientifiques opposés à sa théorie, on trouve Albrecht von Haller (1708-1777). Pendant la Guerre de Sept Ans, Wolff est réquisitionné par l’armée prussienne comme médecin de campagne. Par la suite, il éprouve des difficultés à rejoindre la vie universitaire. En 1767, il parvient finalement, avec l’aide du mathématicien Leonhard Euler (1707-1783), à obtenir la chaire d’anatomie à l’Académie des sciences de Saint-Pétersbourg (aujourd’hui connue sous le nom de l’Académie russe des sciences). Ses domaines de recherches étaient l’embryologie, l’anatomie et la botanique.

Silhouette de Caspar Friedrch Wolff, par F. Anting (1784), l'un des deux portraits connus de Wolff.

Wolff a découvert les reins primitifs (mesonephros), ou « corps de Wolff », et ses cols d’excrétion. Il décrit ceux-ci dans sa thèse Theoria Generationis après les avoir observés en étudiant des embryons de poussins. En 1768 et 1769, il publie son plus grand ouvrage sur l’embryologie, un ouvrage traitant du développement des intestins. Von Baer dira que ce travail est « le plus grand chef-d’œuvre d’observation scientifique que nous possédons. » Selon Locy, si les recherches de Wolff pour Theoria Generationis n’ont pas atteint le niveau des recherches de Marcello Malpighi, celles qu’il a entreprises pour son ouvrage de 1768 ont fait bien mieux que Malpighi, et constituent les meilleures études embryologiques après celles de Christian Heinrich von Pander (1794-1865) et de Karl Ernst von Baer (1792-1876). La plus grande contribution de Wolff à l’embryologie n’est pas Theoria Generationis, mais bien De Formatione Intestinorum. Dans cet ouvrage, Wolff évoque pour la première fois la notion de couches germinales dans l’embryon, une notion que Pander et von Baer reprendront, et qui deviendra la conception fondamentale de l’embryologie fondamentale. Wolff a posé les bases de la théorie des couches germinales. Wolff introduit la théorie des couches germinales en montrant que le matériel à partir duquel est fabriqué l’embryon se présente, au début du développement, sous forme de couches ayant l’apparence de feuilles. Locy désigne Wolff comme le tout premier chercheur en embryologie, avant von Baer. Wolff a affirmé que les organes des animaux apparaissaient progressivement et qu’il était possible de suivre les différentes étapes de leur formation.
Wolff a donné son nom :
1. au canal de Wolff
2. au kyste wolffien
3. au corps de Wolff ou mésonéphros
4. aux îlots de Wolff-Pander